# Lew Rockwell
Pour les articles homonymes, voir Rockwell.
Lew Rockwell (nom complet : Llewellyn H. Rockwell, Jr.), né le 1er juillet 1944 à Boston, est un économiste et commentateur politique américain de philosophie libertarienne.

## Biographie
Lew Rockwell est le fondateur et président du Ludwig von Mises Institute et vice-président du Center for Libertarian Studies en Californie. Il publie le Journal of Libertarian Studies pour le Mises Institute ainsi que le site politique Lewrockwell.com, site libertarien qui se définit comme « anti-État, anti-guerre et pro-marché » (« Anti-state, anti-war, pro-market »). 
Rockwell était étroitement associé avec son professeur et collègue Murray Rothbard, jusqu'à la mort de ce dernier en 1995, et sa philosophie politique cofondée avec Rothbard, le Paléo-libertarianisme, combine une forme d'anarcho-capitalisme, de conservatisme culturel, et la pensée de l'École autrichienne d'économie. La réflexion de Rockwell porte aussi sur les concepts politiques de fédéralisme, de sécession, et de décentralisation politique. Rockwell est très critique envers l'aventurisme politique, y compris celui de Bush ou de Lincoln.
Rockwell a servi au Congrès comme le directeur d'équipe de Ron Paul de 1978 à 1982. Son livre Speaking of Liberty, publié en 2003, est une anthologie de ses éditoriaux et des interventions médiatiques.

## LewRockwell.com
Le site politique éponyme de Lew Rockwell présente une sélection d'articles, ayant pour sujet aussi bien l'opposition à la guerre et à l'impérialisme que des critiques de la présidence de Abraham Lincoln. Le site contient aussi des essais contre la participation des États-Unis dans la Seconde Guerre mondiale, des réflexions sur la fin des États-Unis en tant qu'union, et des accusations communes contre le fascisme et le socialisme, considérés comme ayant menacé l'Occident par leur centralisation du pouvoir. Ses écrits sont parfois controversés et ont été la cible de critiques venant de droite et de gauche,.